# Палиевский сельский совет (Ямпольский район)
Палиевский сельский совет (укр. Паліївська сільська рада) — входит в состав
Ямпольского района
Сумской области
Украины.
Административный центр сельского совета находится в 
с. Палиевка
.

## Населённые пункты совета
- с. Палиевка